# ぽりったー
ぽりったー（politter）は、日本の政治家などによるTwitter（ツイッター）のまとめサイト。WEB制作ユニットのコエカタマリンが運営している。

## 概要
2009年7月9日にα版としてスタートした。登録・ログイン等の必要はなく、Twitterのアカウントを持っていなくとも閲覧可能である。WEBブラウザが横スクロール仕様であるところに特徴がある。
日本の国会議員ら489人のTwitterがリストアップされ、国会議員の他、地方議員、地方の首長、元議員、議員候補者、地方公共団体、政治団体、政治家の後援会、政治家の事務所等のTwitterが閲覧できる（2010年5月7日現在）。
2009年11月12日、英語版のサイトが利用できるようになった。ツイートは日本語であるが、英語への自動翻訳処理の追加が検討されている。
2009年12月28日、東京都文京区で開催された、国会議員・地方議員・地方首長ら13名の政治家が参加したトークイベント「ツイッター議員との今年最後のつぶやき祭り」で、ぽりったーが紹介された。コエカタマリンの代表がイベントに招かれ、ぽりったー開設のきっかけや、広告収入が月に1,000円であること、NPO・NGOへの発展可能性、等をスピーチした。

## 運営者
コエカタマリンはWEB開発およびビジュアル制作・コンテンツ制作のユニットである。入江太一（いりえ たいち）が代表者を務め、2010年5月現在、入江が1人で運営している。東京工芸大学映像学科卒。入江と面識がある埼玉県和光市長の松本武洋によると、入江は多くの政治家から「ポリッターさん」と呼ばれ、政治の世界で注目が高まりつつある。コエカタマリンは「ぽりったー」と同様のシステムで「らじったー」「社長ったー」等の運営も手がけている。

### ぽりったー公式サイト
- Twitterと政治(α) / ぽりったー(politter)
- Twitter and Japanese politics [politter.com] （英語）
- ぽりったー

### 運営者公式サイト
- コエカタマリン = WEB開発 + ビジュアルデザイン
- コエカタマリン/KOEKATAMARIN